# Miguel Gomez
Miguel Gomez (Cali, 20 augustus 1985) is een in Colombia geboren Amerikaans acteur en voormalig hiphopartiest. 

## Carrière
Gomez was de eerste artiest die gecontracteerd werd door de platenlabel Roc La Familia, dat werd opgericht door Jay-Z. 
Gomez begon in 2012 met acteren in de televisieserie Louie, waarna hij nog meerdere rollen speelde in televisieseries en films. Hij is vooral bekend van zijn rol als Augustin 'Gus' Elizalde in de televisieserie The Strain, waar hij in 46 afleveringen speelde (2014-2017). 

## Filmografie

### Films
Uitgezonderd korte films.
- 2017 Megan Leavey - als Gomez
- 2016 Pacific Standard Time - als Freedgood
- 2015 Southpaw - als Miguel 'Magic' Escobar
- 2013 Bless Me, Ultima - als Eugene
- 2012 The Domino Effect - als Jake

### Televisieseries
Uitgezonderd eenmalige gastrollen.
- 2021-2022 FBI: Most Wanted - als special-agent Ivan Ortiz - 30 afl.
- 2020 L.A.'s Finest - als Ricky Leon - 6 afl.
- 2017-2019 SMILF - als Rafi - 18 afl.
- 2014-2017 The Strain - als Augustin 'Gus' Elizalde - 46 afl.

## Discografie
- 2009 I Swear To God
- 2007 Blood In Blood Out
- 2006 Rise To Power
- 2005 King Of Kings